# Christian Hotz
Christian Hotz (* 8. Mai 1986) ist ein Schweizer Tischtennisspieler.

## Leben
Christian Hotz wurde am 8. Mai 1986 geboren und wuchs in Zofingen auf. Im Alter von sieben Jahren hat er mit dem Tischtennisspielen begonnen. 2008 wurde er Schweizermeister im Einzel, wo er im Finale den mehrfachen Meister Thierry Miller schlug. Er stand auch im Kader der A-Nationalmannschaft und nahm an Europa- und Weltmeisterschaften teil. Christian Hotz wurde bis heute über 20-facher Schweizermeister in verschiedenen Kategorien.
Christian Hotz spielt in der Saison 2021/22 in der Nationalliga A des TTC Wil und hat im Vorstand des TTC Wil das Amt Präsident der Nationalliga inne. In der Saison 2017/18 wurde er mit dem TTC Wil Schweizermeister in der Nationalliga A.

## Erfolge
- 2018 Schweizermeister Nationalliga A mit dem TTC Wil
- 2017 Schweizermeister Nationalliga A mit dem TTC Wil, Schweizer Meister Doppel mit Elia Schmid
- 2016 Schweizermeister Nationalliga A mit dem TTC Wil, Vize-Schweizermeister Doppel
- 2015 Vize-Schweizermeister Mixed
- 2014 Vize-Cupsieger mit dem TTC Wil
- 2013 Schweizer Meister Doppel mit Thilo Vorherr
- 2012 Vize-Schweizermeister Doppel
- 2011 Schweizermeister Doppel mit Nicola Mohler, Vize-Schweizermeister Einzel, Vize-Schweizermeister Nationalliga A sowie Vize-Cupsieger mit dem TTC Wil
- 2010 Vize-Schweizermeister Einzel und Doppel
- 2009 Schweizermeister Doppel mit Nicola Mohler, Vize-Schweizermeister Einzel, Vize-Cupsieger mit dem TTC Wil
- 2008 Schweizermeister Einzel
- 2007 Schweizermeister Doppel mit Nicola Mohler

## Turnierergebnisse
| Verband | Veranstaltung     | Jahr | Ort       | Land | Einzel    | Doppel        | Mixed        | Team |
| ------- | ----------------- | ---- | --------- | ---- | --------- | ------------- | ------------ | ---- |
| SUI     | Pro Tour          | 2014 | Chengdu   | CHN  |           | letzte 32     |              |      |
| SUI     | Pro Tour          | 2014 | Sydney    | AUS  | letzte 32 | Viertelfinale |              |      |
| SUI     | Pro Tour          | 2014 | Subic Bay | PHI  | letzte 32 |               |              |      |
| SUI     | Weltmeisterschaft | 2007 | Zagreb    | CRO  | Qual      | Scratched     | keine Teiln. |      |